# 3790 Raywilson
3790 Raywilson је астероид главног астероидног појаса са средњом удаљеношћу од Сунца која износи 3,167 астрономских јединица (АЈ).
Апсолутна магнитуда астероида је 12,4.